# Уоллер, Фрэнк
Фрэнк Лэрд Уоллер (англ. Frank Laird Waller; 24 июня 1884, Сент-Пол — 29 ноября 1941, Канзас-Сити, Миссури) — американский легкоатлет и музыкант, двукратный серебряный призёр летних Олимпийских игр 1904 в Сент-Луисе.

## Биография
Окончил школу в городе Меномони (1902). В 1904 году учился в Висконсинском университете. Участвовал в Олимпийских соревнованиях по бегу на 400 м и бегу на 400 м с барьерами, в обоих случаях уступив только победителю Гарри Хиллману и завоевав таким образом две серебряные медали. В 1905—1906 гг. Уоллер дважды становился чемпионом США по бегу на 440 ярдов (практически та же дистанция 400 м), в 1905 году выиграл также дистанцию 220 ярдов с барьерами.
Окончив университет в 1907 году, Уоллер работал церковным органистом в Чикаго, затем в качестве аккомпаниатора сопровождал выступления певицы Лилиан Рассел. По рекомендации последней был принят на работу в Бостонскую оперу, где его наставником стал дирижёр Роберто Моранцони. В годы Первой мировой войны был руководителем подготовки военных оркестров в тренировочном лагере Кэмп-Грант в Рокфорде, затем курировал работу студенческих музыкальных коллективов на территории штатов Висконсин, Иллинойс и Мичиган. В 1921 году дебютировал как оперный дирижёр в Чикаго в постановке «Оперы нищих». В 1923 году гастролировал в Германии: дирижировал в Берлине Блютнер-оркестром в программе из произведений Александра Скрябина, затем в Мюнхене Оркестром концертного общества, исполнив «Поэму экстаза» Скрябина и Фантазию на тему Таллиса Ральфа Воан-Уильямса. В 1925 году второй дирижёр летнего сезона Оперы Цинциннати на территории городского зоопарка, дирижировал и другими концертами Симфонического оркестра Цинциннати. В 1926 году дирижировал в Париже двумя концертами оркестра Ламурё, впервые в Париже исполнив сюиту Густава Холста «Планеты»; кроме того, помимо увертюры Рихарда Вагнера к опере «Риенци» и «Поэмы экстаза» Скрябина, прозвучал Первый фортепианный концерт Чайковского (солист Артур Шаттак). Затем работал в оперном театре в Рочестере.
В 1929 году предпринял попытку создать постоянно действующий оркестр в Милуоки; этот коллектив, состоявший из 65 оркестрантов, дал первый концерт в ноябре, исполнив Пятую симфонию Чайковского, отрывки из оперы Шарля Гуно «Фауст», произведения Рихарда Вагнера и Ференца Листа, а также пьесу Джорджа Гершвина «Американец в Париже». В 1931 году оркестр под управлением Уоллера сыграл американскую премьеру поэмы для хора и оркестра «Аппалачи» Фредерика Делиуса. В 1934 году Уоллер был вынужден распустить оркестр, поскольку спонсорская поддержка прекратилась из-за Великой депрессии. В 1936—1937 годах возглавлял Симфонический оркестр Трёх городов, затем руководил оркестром Управления работами общественного назначения в Ричмонде. С 1939 года и до конца жизни заведовал отделением вокала в консерватории Канзас-Сити.
Уоллеру принадлежат отдельные вокальные и хоровые сочинения, благосклонно встречавшиеся слушателями 1920-х годов В 1926 году для рочестерской премьеры немого фильма Эриха фон Штрогейма «Весёлая вдова» написал и вместе с оркестром рочестерской Американской оперной компании исполнил оригинальную музыку, сопровождавшую все 137 минут картины.